# Tadashi Nakamura
Tadashi Nakamura, född 10 juni 1971 i Tokyo prefektur, Japan, är en japansk tidigare fotbollsspelare.